# Katarzyna Dośpiał-Borysiak
Katarzyna Agnieszka Dośpiał-Borysiak – polska politolog, doktor habilitowany nauk społecznych.

## Życiorys
W 2000 r. ukończyła studia stosunków międzynarodowych na Uniwersytecie Łódzkim, w 2004 r. obroniła pracę doktorską pt. Rola Szwecji i Finlandii w systemie bezpieczeństwa regionu Morza Bałtyckiego 1995-2002, której promotorem była prof. Alicja Stępień-Kuczyńska, w 2019 r. habilitowała się. 
Pracuje na stanowisku adiunkta w Katedrze Systemów Politycznych i prodziekana na Wydziale Studiów Międzynarodowych i Politologicznych Uniwersytetu Łódzkiego. 